# إستر هوبارت موريس
إستر هوبارت موريس (بالإنجليزية: Esther Hobart Morris)‏ (8 أغسطس 1812 – 2 إبريل 1902) كانت أول امرأة عملت قاضية أمن في الولايات المتحدة، بدأت فترتها بمنصب القاضية في ساوث بّاس ستي، وايومينغ، في 14 فبراير، 1870، وعملت لفترة حوالي 9 أشهر. عيَّن مجلس مقاطعة سويتواتر لمفوضي المقاطعة موريس قاضية أمن بعد استقالة القاضي السابق، آر. أس. بار، احتجاجًا على تمرير إقليم وايومنغ لتعديل حق النساء في التصويت في ديسمبر 1869.
تشير قصص شعبية وتقارير تاريخية، وكذلك النصب التذكارية العامة الحكومية والفيدرالية إلى موريس على أنها من قادة تمرير تعديل حق الاقتراع لوايومنغ. بالرغم من ذلك، يُعتبر دور موريس القيادي في التشريع هو محل جدل. لم تدَّعي موريس أن الفضل يعود لها أبدًا، ونسبت مشروع القانون بالكامل إلى ويليام أتش. برايت، الذي كان عضوًا في اللجنة التشريعية الإقليمية من ساوث بّاس ستي ورئيسًا للمجلس الإقليمي.

## حياتها المبكرة
وُلدت إستر هوبارت ماكويج في قرية سبنسر في مقاطعة تيوغا، نيويورك، في 8 أغسطس، 1812. وقد روي بشكل غير صحيح أن إستر ماكويج تيتمت في سنٍ مبكرة. نشأت إستر في الحقيقة في عائلة كبيرة. توفيت والدتها عندما كان عمر إستر 14 عامًا، ولكنها استمرت في العيش مع والدها، وجدتها وأشقائها حتى سن الحادية والعشرين.
بعد ثماني سنواتٍ من عملها في مصانع القبعات، تزوجت هوبارت من المهندس المدني أرتيموس سلاك، في عام 1841. وبعد ثلاث سنوات، وقبل عيد ميلادها الثلاثين بفترة قصيرة، توفي زوجها. انتقلت موريس بعد ذلك إلى إيلينوي، حيث كان زوجها المتوفي يملك عقارًا. واجهت عقبات قانونية في حل أمور زوجها القانونية، بسبب عدم السماح للنساء بالتملُّك أو وراثة الممتلكات. انتقلت بعد ذلك إلى بّيرو، إيلينوي، حيث تزوجت عام 1850 من جون موريس، تاجرٌ محلي. انتقل زوجها في ربيع عام 1868، برفقة ابن إستر من زواجها السابق، أرشيبالد »آرشي« سلاك إلى مجتمع حمى الذهب في ساوث بّاس ستي، إقليم وايومنغ، ليفتتح حانة.
في عام 1869، غامرت موريس وولديها ذوي الثمانية عشر عامًا، روبرت وإيدوارد بالذهاب إلى الغرب للالتحاق ببقية عائلتهم. سافروا بالقطار إلى محطة متوسطة على السكك الحديدية العابرة للقارات المشيدة حديثًا في بّوينت أوف روكس، 25 ميلًا إلى الشرق من روك سبرينغز، وايومنغ الحالية. ومن هناك، استمرت موريس وأولادها بالسفر نحو الشمال على متن حنطور. عبروا ساند دونز قبل صعودهم ممرًا جبليًا تدريجيًا إلى مقاطعة مايننغ.
بدَت المناظر الطبيعة الجافة، والصخرية التي قابلت موريس ذات الخامسة والخمسين عامًا عندما نزلت من المنصة في ساوث بّاس ستي مختلفةً قليلًا عن الطبيعة الخصبة التي عهدتها في إيلينوي ونيويورك. بدلًا من ذلك، كان معنى كون بيتها الجديد على ارتفاع 7,500 قدمًا (2,300 مترُا) أن تبحث عن لقمة العيش في المجرى القاحل في مصب الوادي بالقرب من خط التقسيم القاري. استقرت عائلة موريس في كوخ خشبي بأبعاد 24 x 26 قدمًا (7 x 9 مترًا) مع سقف من الحصير النباتي كان ابن إستر الأكبر قد اشتراه.
كانت فصول الشتاء قاسية، وكان سكان ساوث بّاس، الذين زاد عددهم إلى حوالي 4,000 ساكنًا، بحسب أحد التقديرات، أما يتركون المخيم في الشتاء أو يواجهون العزلة الشديدة في فصول الشتاء الطويلة. أشترى كلٌ من جون موريس وآركي أسهمًا في عقارات التعدين بعد وصولهم بفترة قصيرة، وشملت الأعراق المعدنية الماونتن جاك، وجراند تورك، وغولدن ستيت، ونيلي مورغان، بحسب المؤرخ مايكل أي. ماسي.
في البداية، بدت الإمكانيات جيدة في وسط حمى الذهب، حيث حفَّزت المناجم والأعمال المجاورة لها في التوظيف في ساوث بّاس ستي لألفي عامل خلال 1868 و1869، بحسب دراسة لجامعة ستانفورد. ولكن أتى الإفلاس بعد ذلك. بحلول عام 1870 ترك أغلب عمال المناجم أعمالهم، تاركين أقل من 460 ساكنًا. وبقي أقل من 100 بحلول عام 1875.

## قاضية الأمن في ساوث بّاس ستي
استقرت إستر موريس بصعوبة في منزلها الجديد في ساوث بّاس ستي عندما عينها قاضي محكمة المقاطعة جون دبليو. كينغمان قاضية أمن عام 1870. تطلَّب الأمر بعض »الحث« ولكن موريس أكملت بعد ذلك تقديمها للوظيفة وقدَّمت السند المطلوب بقيمة 500 دولار. وافق مجلس مفوضي مقاطعة سويتواتر في تصويت من اثنين ضد واحد على طلبها في 14 فبراير 1870.

بعد ذلك، أرسل كاتب المقاطعة بيانًا صحفيًا يعلن فيه عن الحدث التاريخي لأول امرأة تشغل منصب قاضي أمن. جعل حرمان إقليم وايومنغ للنساء من التصويت عام 1869 تعيين موريس غير المسبوق ممكنًا. يقول جزءٌ من برقية الكاتب للعالم: 
وايومنغ، الأصغر سنًا وأغنى أقاليم الولايات المتحدة، أعطلت حقوقًا متساوية للنساء في الأفعال وأيضًا في الكلمات.
أتى تعيين موريس بالغ الأهمية بعد استقالة القاضي آر. أس. بار، الذي استقال احتجاجًا على تمرير السلطة التشريعية الإقليمية لتعديل حق النساء في التصويت في ديسمبر 1869. ومع ذلك، بحسب الكاتبة لين تشيني في أميريكان هيرتج، عَين مجلس المدينة موريس لتكمل فترة القاضي جاي. دبليو. ستيلمان.

بدأت موريس فترتها بمنصب قاضية في ساوث بّاس ستي عام 1870 باعتقال ستيلمان، الذي رفض تسليم جدول المحكمة الخاص به. واخيرًا، رفضت موريس الدعوى التي قدمتها هي بحكم أنها باعتبارها الطرف المعني بالأمر ليس لديها السلطة لاعتقال ستيلمان، بحسب الكاتبة لين تشيني. بدأت موريس من جديد بجدولها الخاص، وعُقدت جلسة المحكمة وهي جالسة على لوح من الخشب في غرفة جلوس كوخها الخشبي. تذكر تشيني:
عندما حاول المحامون الذين حضروا في محكمتها إحراجها بالمصطلحات القانونية والجوانب الفنية، أقرَّت بافتقارها للتدريب ولكنها كانت سريعة في جعلهم يعرفون في محكمة من كانوا. استذكر أحد المحامين الذين مارسوا مهنتهم أمامها أنها لم تُظهر أي رحمة، تجاه المتلاعبين.
كانت موريس تتطلع إلى أولادها للدعم في قاعة المحكمة. عيَّنت أرشيبالد بوظيفة كاتب المقاطعة وروبرت بوظيفة نائب كاتب بدوام جزئي لمهام حفظ سجلات المحكمة وإعداد مذكرات الاعتقال. لم يكن دعم زوجها جون صريحًا جدًا. وقد عارض جون بشكل فعال تعيين زوجته ويقال أنه تصرف بشكل سيء في محكمتها لدرجة أن إستر سجنته.
حكمت القاضية موريس على 27 قضية خلال أكثر من 8 أشهر في المنصب، شملت 9 قضايا جنائية. لم يُبطل أيٌ منها بحسب سجلات أرشيف ولاية وايومنغ، بالرغم من أن بعض القضايا استؤنفت ولكنها دُعمت من قبل محكمة الاستئناف. شَغلت منصب قاضية الأمن إلى حين انتهاء الفترة التي عُينت لتشغلها في 6 ديسمبر 1870. وسعت موريس إلى أن يُعاد اختيارها ولكنها فشلت في تجميع الترشيح من الحزب الجمهوري أو الديمقراطي.

## وصلات خارجية
- إستر هوبارت موريس على موقع الموسوعة البريطانية (الإنجليزية)